# Mountainair
Mountainair es un pueblo ubicado en el condado de Torrance en el estado estadounidense de Nuevo México. En el Censo de 2010 tenía una población de 928 habitantes y una densidad poblacional de 336,43 personas por km².

## Geografía
Mountainair se encuentra ubicado en las coordenadas 34°31′11″N 106°14′36″O / 34.51972, -106.24333. Según la Oficina del Censo de los Estados Unidos, Mountainair tiene una superficie total de 2.76 km², de la cual 2.76 km² corresponden a tierra firme y (0%) 0 km² es agua.

## Demografía
Según el censo de 2010, había 928 personas residiendo en Mountainair. La densidad de población era de 336,43 hab./km². De los 928 habitantes, Mountainair estaba compuesto por el 64.98% blancos, el 1.4% eran afroamericanos, el 1.72% eran amerindios, el 0.43% eran asiáticos, el 0% eran isleños del Pacífico, el 24.89% eran de otras razas y el 6.57% pertenecían a dos o más razas. Del total de la población el 54.63% eran hispanos o latinos de cualquier raza.